# Waverhoek
De Waverhoek is een 60 hectare groot moerasgebied in de Polder Groot-Mijdrecht in de provincie Utrecht tussen Botshol en Waverveen. Het natuurgebied is op 30 juni 2007 officieel geopend en bestaat uit een gedeeltelijk afgegraven polder die voor een groot deel onder water staat. Ondanks het korte bestaan zijn er veel vogels te vinden, waaronder de lepelaar.
Het gebied wordt beheerd door Natuurmonumenten en grenst aan het natuurgebied Botshol en Fort in de Botshol.

## Fort
Ten noorden van het gebied was een terrein gereserveerd voor de bouw van een fort als onderdeel van de Stelling van Amsterdam. Het fort werd echter nooit gebouwd. Het terrein is nog goed in het landschap zichtbaar.